# Björn-Erik Höijer
Björn-Erik Höijer (Malmberget, 14 marzo 1907 – Uppsala, 10 febbraio 1996) è stato un drammaturgo e romanziere svedese.
Originariamente insegnante di sartoria, Höijer ha fatto il suo debutto letterario nel 1940 con la raccolta di racconti Grått berg. Tra i suoi romanzi ricordiamo Parentation del 1945 e Lavinen del 1961. Tra i suoi lavori figurano Isak Juntti hade många söner del 1954 e En gruvarbetares död del 1990. Nel 1967 ha ricevuto il premio Dobloug.